# Ленинградский мартиролог
Ленинградский мартиролог — серия Книг Памяти о репрессированных в советское время жителях Петрограда-Ленинграда, издаваемая Центром «Возвращённые имена» при Российской Национальной библиотеке (Санкт-Петербург).

## История
Издаётся с 1995 года на средства бюджета Санкт-Петербурга. Редактор — сотрудник РНБ Анатолий Яковлевич Разумов, руководитель Центра «Возвращённые имена».
- На 2016 год издано 13 томов.

Всего Ленинградский мартиролог будет состоять из 17-ти томов о жертвах репрессий в РСФСР (Красный террор) в Петрограде, Большого террора (ежовщины), репрессий военного и послевоенного времени в Ленинграде и Северо-Западе.